# José María Vidal (escritor)
José María Vidal (Uruguay, 1854 - Las Piedras, Canelones, 20 de agosto de 1882) fue un escritor y abogado uruguayo.

## Biografía
Su padre fue Francisco Vidal. Realizó estudios de leyes y abogacía en la Universidad de Montevideo egresando en 1878. Fue profesor en el Ateneo de Montevideo y en el Club Universitario. 
Junto a Manuel B. Otero abrió un consultorio jurídico en Villa Restauración donde además fundó la Sala de Lectura de Tacuarembó. 
Durante su carrera realizó escritos defendiendo los principios del liberalismo político. Su obra Principios elementales de gobierno propio, que contaba con un prólogo de Carlos María de Pena fue adoptado para la educación en las escuelas públicas.

## Obras
- Principios elementales de gobierno propio (1877)
- El primer arzobispo de Montevideo. Tomo 1 (1935)
- El primer arzobispo de Montevideo. Tomo 2 (1935)